# 王宗侃
王宗侃（858年—923年8月27日），本姓田，名师侃，中国五代十国时期政权前蜀开国皇帝王建养子和大将。

## 助建前蜀
田师侃是许昌人，世为乡里豪族。隶名忠武军籍，时王建亦为忠武军部将。光启元年（885年），当权宦官田令孜逼唐僖宗西幸，路过陈仓，王建率田师侃一同护驾。王建被出为利州刺史后，起兵攻占阆中，田师侃随之，被王建收为养子，赐姓名王宗侃。
光启三年（887年）闰十一月，时田令孜已为西川军监军，其兄西川节度使陈敬瑄担心东川节度使顾彦朗与时割据阆州自称防御使的王建相亲，会合兵图谋自己，与田令孜合计，遣使以书召王建，王建大喜，率麾下精兵二千，与从子王宗鐬、养子王宗瑶、王宗弼、王宗侃、王宗弁一同西进。但陈敬瑄又反悔了，想阻止王建，王建怒，破鹿头关前进。陈敬瑄遣汉州刺史张顼领万余人来迎战，王宗侃击破之，攻克汉州，又败陈敬瑄部将句惟立于学射山。
宰相韦昭度被任为西川行营招讨制置使兼行营招抚使统领诸军讨陈敬瑄，陈敬瑄遣将山行章率兵六万拒战，王宗侃破之于浣寨。后来王建迫韦昭度回京、陈敬瑄投降，夺取西川。王建夺取西川的战斗中，王宗侃先登略阵。大顺二年（891年）十二月，绵州刺史杨守厚截夺东川节度使、顾彦朗弟顾彦晖旌节，发兵攻东川军部梓州。顾彦晖求救于王建，王建遣其将华洪、李简、王宗侃、王宗弼救东川，秘密对他们说：“尔等破贼，顾彦晖必犒军，你们在行营回宴，趁机抓住他，就不用再打一仗来夺取东川了。”王宗侃破杨守厚七砦，杨守厚逃奔回绵州。顾彦晖准备了犒军礼物，王建诸将回宴，但因王宗弼告密，顾彦晖称病没赴宴。
王建奏授王宗侃雅州刺史。景福元年（892年）二月，王宗侃奉命与王建族子嘉州刺史王宗裕、威信都指挥使华洪、茂州刺史王宗瑶率军五万攻打威戎军节度使杨晟。七月，威戎军军部彭州久攻不下，军士王先成揣度西川诸将只有北寨的王宗侃最贤，就前去游说，指出杨晟是陈敬瑄、田令孜所命，百姓不从杨晟，等的是王建的招安，但王建一直不招安，军士还和盗贼一样掠夺，只能使民心倒向杨晟。王宗侃恻然，不知不觉多次前移坐具问他，王先成说：“更有甚者，现在诸寨每天白天出六七百人，入山淘虏（劫掠），薄暮才回来，无守备之意，只是依赖城中无人，万一有智者为之画策，让对方乘虚奔突，先在门内伏精兵千人，登城望见淘虏者稍走远，出弓弩手、炮手各百人，攻寨的一面，以役卒五百相随，背着柴草泥土填壕造路，然后出精兵奋击，焚寨；再于三面城下各自出兵，诸寨都只能自守而无暇相救，城中得以增兵继续杀出，如此，能不败吗！”王宗侃惊道：“确实如此，怎么办？”王先成请求一条条列出以告王建，王宗侃就命王先成起草，说：“现在所说之事，须四面沟通，宗侃所管的只有北面，如果所说的可以听从，请求施行。”于是王先成列出七条，其中第三条是请求置容纳数千人的招安寨以安置所招百姓，王宗侃请求选严谨能干的所部将校为招安将，命率三十人昼夜执兵器巡卫；第四条，招安之事须委任一人总领，榜帖下达后，诸寨必各自遣军士入山招安，百姓见之无不惊疑，不肯来，欲招之必有其术，请求降帖付王宗侃专掌其事。王建采纳，百姓果然归附王建。乾宁元年（894年）五月，王建克彭州，杀杨晟。
王宗侃迁眉州团练使，不久授武信军节度使。二年（895年）十一月，攻占利州，擒斩刺史李继颙。不久，王建奏署王宗侃充决云都知兵马使。四年（897年）二月，王建遣邛州刺史华洪等攻东川军，别遣王宗侃为应援开峡都指挥使，率兵八千趋渝州。王宗侃取渝州，降其刺史牟崇厚，光化二年（899年）八月，王建遣王宗侃率三指挥使克阆州，进克巴、蓬、壁三州。三年（900年）三月，移王宗侃镇渝州。又转龙台镇使。天复元年（901年）闰六月，道士杜从法诱昌、普、合三州民作乱，七月，王宗侃等讨平之，有功。

## 效力王建
天复七年（907年）九月，王建建立前蜀，以王宗侃有佐命功，进太保兼侍中、城内外都指挥使，武成初年，拜兼中书令。永平元年（911年）三月，王建与岐国交恶，岐将彰义军节度使刘知俊等领大军分路来攻，由阶、成路夺固镇粮，成州刺史李彦琛寇汉川，王宗侃请效力，即被命充北路行营都统，与三面招讨使兼侍中王宗祐、王建养子太子少师王宗贺、山南节度使唐道袭及王宗祐副使左金吾大将军王宗绍等御敌。王宗侃等从成都出发，此战蜀军步骑十二万人，旌旗绵亘数百里，但在八月的青泥岭之战，王宗侃兵被刘知俊和岐国天雄军节度使李继崇大败，退保安远军军部西县，为岐军所围，后来与应援招讨使昌王王宗鐬等三将同破岐军，战于凫口，斩李彦琛。十月，王建亲率援军到利州，王宗侃遣禆将林思谔从中巴走小道到泥溪见王建告急，王建命开道都指挥使王宗弼率兵救安远，破刘知俊于斜谷。十一月，到兴元，安远军望见其旗，王宗侃等鼓噪而出，与援军夹攻岐兵，大破之，拔二十一寨，斩其将李延志等。岐军解围遁走，又被唐道袭伏兵斜谷再破。王建召责王宗侃：“你今又狂妄轻率，难道不怕赫雷吗？”赫雷是王建的刀名。王宗侃害怕。次年，杜光庭为王宗侃妻越国夫人作还愿谢恩醮词。
永平三年（913年）七月，皇太子王元膺攻杀时任枢密使唐道袭，王建急召王宗侃、王宗贺、前利州团练使王宗鲁及诸军使平乱，于是王宗侃等列阵于西球场门，兼侍中王宗黯等诸军自大安门登陴以入，攻作乱者太子亲信大昌军使徐瑶、常谦等，与之交战于会同殿前，杀数十人，余众皆溃。徐瑶被杀，太子与常谦奔龙跃池，后太子亦被杀。十月，王建想重立太子，最幼子郑王王宗衍之母徐贤妃有宠，欲立其子，派飞龙使唐文扆说服宰相张格上表请立王宗衍。张格在夜间以写就的表文给王宗侃等功臣看，诈称受了密旨，王宗侃等便都署了名。王建令看相者给诸子相面，看相者也希旨，说郑王的面相最贵。王建虽然怀疑王宗衍幼懦不能堪其任，但以为众人真的想立王宗衍，不得已答应。
永平五年（915年）十一月，蜀宫火灾，蜀军攻占成都以来贮于百尺楼的宝物都被烧尽。时任诸军都指挥使兼中书令的王宗侃等率卫兵想进入救火，王建闭门不纳。次早，火还未熄，王建出义兴门见群臣，命有司聚太庙神主，分巡都城，交代完毕后再入宫闭门。将相皆献帷幕饮食。十二月，晉封樂安郡王。
天汉元年（917年）七月，王建以王宗侃为东北面都招讨。光天元年（918年）二月，以时任东面招讨使王宗侃为东、西两路诸军都统。
五月，王建病重，时任内飞龙使唐文扆谋乱，事败。

## 效力王衍
光天元年六月，王建崩，王宗衍改名王衍，继位，杀唐文扆，张格也受到连累被贬，内枢密使庾凝绩又奏徙张格于合水镇，令茂州刺史顾承郾寻张格罪过。王宗侃妻张氏因和张格同姓，欲保全他，对顾母说：“警告你儿子，不要替他人报仇，他日他人将归罪于你。”顾承郾从之。庾凝绩怒，在公事中寻隙归罪顾承郾。
七月，王衍進封王宗侃为乐安王，乾德二年閏六月，进封魏王。乾德五年（923年）七月十三日卒，年六十六，王衍輟朝七日，與太后太妃親臨弔喪，贈尚父、梁雍秦三州牧，諡景武。

## 家庭
王宗侃前妻崔氏，后妻张氏。王宗侃去世後，前蜀加諡張氏為明德夫人。
- 長子王承綽，左靜遠第二軍使檢校太保[21]。
- 三子王承肇，崔氏所生，賜忠貞佐命宣力功臣開府儀同三司檢校太尉瑯瑘郡開國公[21]，官至武定节度使，后唐伐蜀时，以洋、蓬、壁三州投降，[23]入后唐都城洛阳，为行军司马。[4][6]
- 子王承遵，賜懷忠秉義匡佐功臣特進檢校太傅瑯瑘郡開國公[21]。
- 女王氏，嫁右扈蹕軍使守嘉州團練使檢校太傅顧在珣，封瑯瑘郡夫人[21]。